# Raffaele Mattioli
Raffaele Mattioli (Vasto, 20 marzo 1895 – Roma, 27 luglio 1973) è stato un banchiere, economista e mecenate italiano.
Per il suo impegno a favore della cultura è spesso ricordato come il banchiere umanista.

## Biografia
Dopo aver frequentato il Regio Istituto Tecnico F. Galiani a Chieti, nell'autunno 1912 si iscrive all'Università degli Studi di Genova. Allo scoppio della prima guerra mondiale, si arruola come volontario in fanteria. Dopo la fine del conflitto presta servizio nell’ufficio politico-militare del corpo d’occupazione interalleato di Fiume e in seguito si aggrega come osservatore alle legioni di Gabriele D’Annunzio per il quale svolge mansioni di addetto all’ufficio stampa. Lasciato definitivamente l’esercito nel gennaio del 1920, ritorna agli studi universitari, laureandosi nel dicembre dello stesso anno con una tesi di Economia monetaria. Nel 1921 diviene segretario generale della Camera di Commercio di Milano e tiene corsi di economia all'Università Bocconi di Milano anche grazie all'ausilio del Rettore Angelo Sraffa, giurista insigne della cui stima ed amicizia il Mattioli godeva.
Nel 1925 entra alla Banca Commerciale Italiana (detta Comit) e nel 1931 rimpiazza il suo ex datore di lavoro Giuseppe Toeplitz, che era stato costretto a dimettersi, nella carica di Direttore Generale, poi, nel 1933, in quella di Amministratore Delegato. Convinto antifascista, è però stato iscritto al Partito Nazionale Fascista ed è stato comunque in ottimi rapporti, legati alla sua carica, con Benito Mussolini, ma incontra in segreto anche Palmiro Togliatti.

Piero Sraffa

Enrico Mattei

Il rapporto col Partito Comunista d'Italia e con Togliatti avviene attraverso l'amicizia con Piero Sraffa, al quale fa pervenire cospicui contributi alle spese di ricovero \di Antonio Gramsci; dopo la morte dell'intellettuale sardo nel 1937, Mattioli si adopererà per salvare i suoi Quaderni del carcere. In quegli anni l'ufficio studi della Comit diventa una sorta di università "segreta" della classe dirigente laica e antifascista, dove saranno accolti, tra gli altri, Ugo La Malfa, Giovanni Malagodi, Guido Carli ed Enrico Cuccia, con cui costruì il progetto dell'IRI e di Mediobanca.
Discepolo e amico di Benedetto Croce, nel 1942 partecipa alla stesura del manifesto del Partito d'Azione, ma, allo stesso tempo, lavora al salvataggio di casa Savoia. Nel dopoguerra svolse attraverso la Comit un'intensa azione di mecenatismo culturale, finanziando riviste ("La Fiera Letteraria", "La Cultura"), istituzioni (fu Presidente e finanziatore dell'Istituto Italiano per gli Studi Storici), case editrici (fu consigliere culturale della Riccardo Ricciardi editore promuovendone la storica collezione letteraria di Studi e testi). 
Nell'azione di mecenatismo compiuta da Mattioli un posto a sé merita il sostegno fornito a Carlo Emilio Gadda, ospitato dopo che lo scrittore era sfollato da Firenze, bombardata nella primavera del '44. Gadda fu soccorso con committenze e generosi prestiti e col finanziamento di un premio al suo Quer pasticciaccio brutto de via Merulana. Lo scrittore ringrazierà il banchiere dedicandogli le Novelle dal Ducato in fiamme (1953): «A Raffaele Mattioli\despota dei numeri veri\editore dei numeri\e dei pensieri splendidi\in segno di ammirata gratitudine»; Verso la Certosa (1961) «A Raffaele Mattioli\dedicando queste pagine» (con una lunga prefazione-dedica di quattro pagine); infine semplicemente «a Raffaele Mattioli» il racconto San Giorgio in casa Brocchi, nella raccolta degli Accoppiamenti giudiziosi (1963).
Fu il primo banchiere italiano a sostenere Enrico Mattei finanziando la sopravvivenza dell'AGIP nei primi periodi di amministrazione Mattei.
Nel 1972 rifiutò la carica di Presidente onorario della Comit, passata, secondo le logiche della lottizzazione politica, al democristiano Gaetano Stammati, membro della loggia massonica P2 di Licio Gelli.

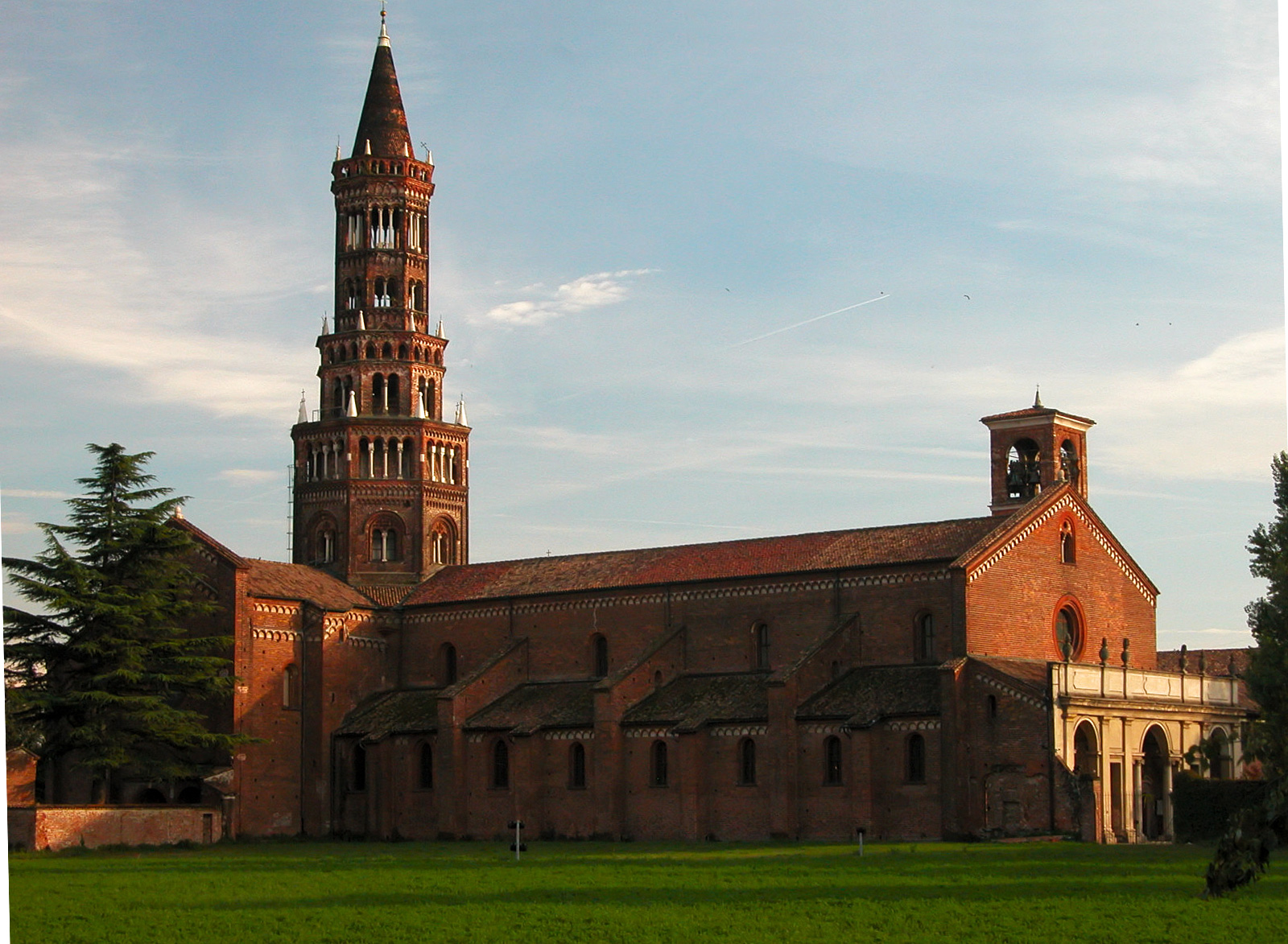
L'Abbazia di Chiaravalle

Morì a Roma il 27 luglio 1973 e venne riportato a Milano. I funerali si tennero il 30 luglio nella chiesa di San Fedele. Aveva scelto di essere sepolto nel cimitero dei monaci sul retro dell'Abbazia di Chiaravalle, nella campagna periferica a sud di Milano, chiesa al cui restauro aveva contribuito in modo munifico, si ritiene in ricordo di Guglielma la Boema, oggetto nel Medioevo di un culto disapprovato dalla Chiesa cattolica. In previsione di ciò, aveva fatto pressione sul dirigente Comit Bernardo Crippa, divenuto assessore comunale: il piccolo cimitero, sconsacrato e dismesso da oltre un secolo e mezzo, era stato per delibera comunale riaperto a monaci e benefattori, anche se non sarà mai reso visitabile al pubblico.
La casa natia di Mattioli è stata donata dai figli alla cittadinanza di Vasto con destinazione culturale, insieme a un fondo librario di oltre 3800 volumi, tra cui alcuni autografi.
I libri di maggior valore sono invece stati conferiti alla Fondazione Raffaele Mattioli per la storia del pensiero economico, la cui biblioteca aveva sede a Milano nei locali della Banca Commerciale Italiana e comprende anche l'archivio Verri. La fondazione, gestita dagli eredi di Mattioli e presieduta (al 2011) da Enrico Decleva, ha arricchito la raccolta libraria vendendo alcuni libri di filosofia e acquisendone altri di storia del pensiero economico; la raccolta risultante, di circa 4000 volumi fra cui alcuni appartenuti ad Adam Smith, è stata donata nel 2011 all'Università degli Studi di Milano, nei cui locali era precedentemente ospitata, andando a costituire la Biblioteca Raffaele Mattioli per la storia del pensiero economico.

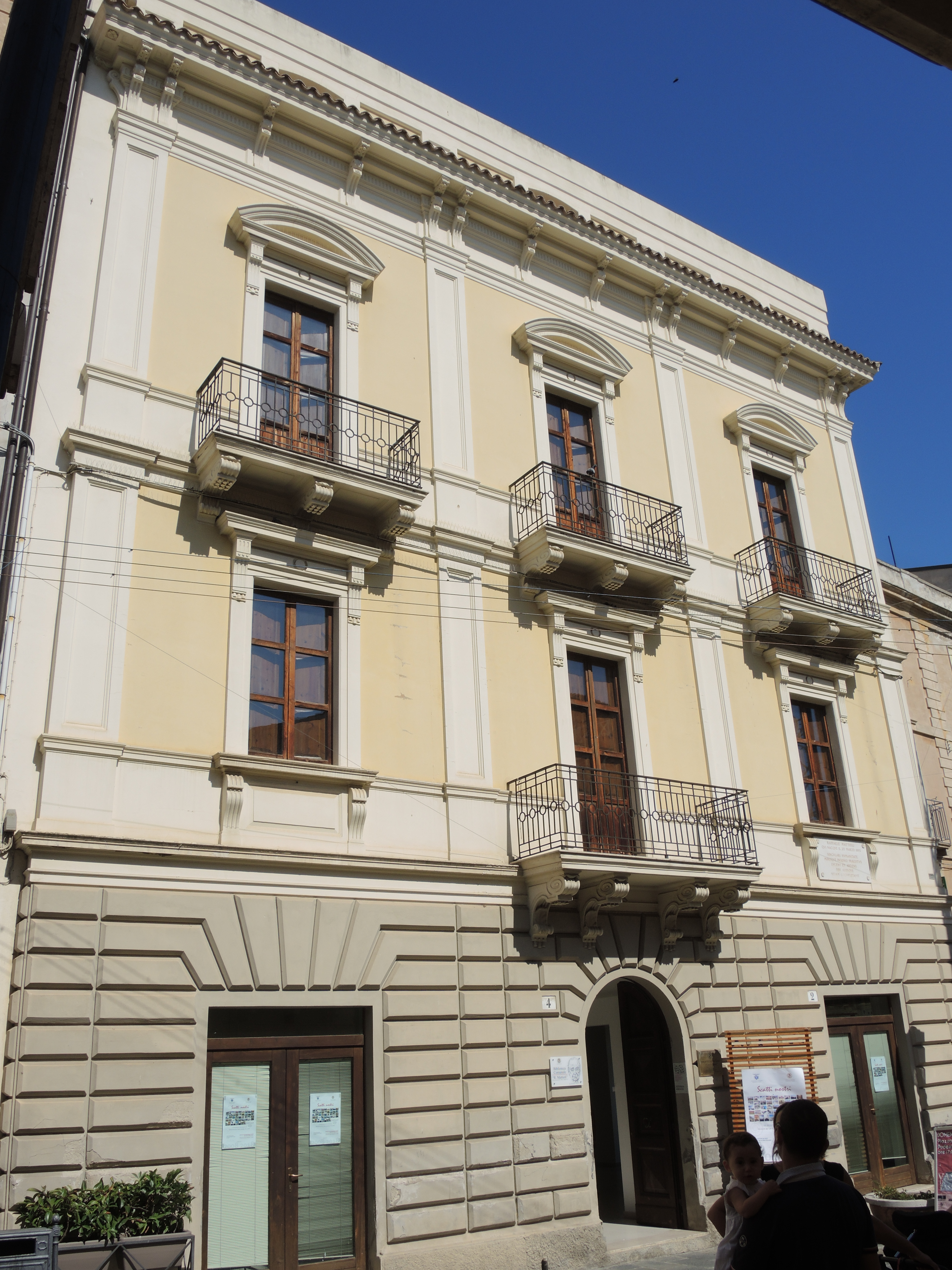
Palazzo e biblioteca Mattioli, Vasto

Raffaele Mattioli sposò Emilia Tarni, dal quale ebbe un primo figlio, Giuliano, nato nel 1920. La moglie morì nel 1923, e Mattioli nel 1925 sposò in seconde nozze Lucia Monti, diciannovenne figlia di un medico condotto modenese stabilitosi per lavoro a San Giuliano Milanese, dalla quale ebbe tre figli: Maurizio, Stefano e Letizia, che diventerà scrittrice col nome di Letizia Fortini. Cognato di Raffaele Mattioli fu Antonio Monti (1917-1996), fratello minore della moglie e a sua volta dirigente della Comit. L'omonimia di quest'ultimo con l'Antonio Monti fratello di Abramo Monti, produttore di birra in Argentina nonché nonno paterno dell'economista della Bocconi e presidente del consiglio italiano Mario Monti, ha fatto sì che questi venisse erroneamente indicato come nipote acquisito di Raffaele Mattioli, col quale non ha invece alcuna parentela.

## Archivio
Parte della biblioteca di Raffaele Mattioli, relativa particolarmente alla storia del pensiero economico, è conservata a Milano presso la Fondazione Raffaele Mattioli per la storia del pensiero economico. Centro di documentazione, nel fondo famiglia Verri. Un'altra parte, consistente in 1300 volumi, è stata donata all'Istituto Italiano di Studi Storici.